# Obertrebra
Obertrebra ist eine Gemeinde im Nordosten des Landkreises Weimarer Land. Erfüllende Gemeinde ist die Stadt Bad Sulza.

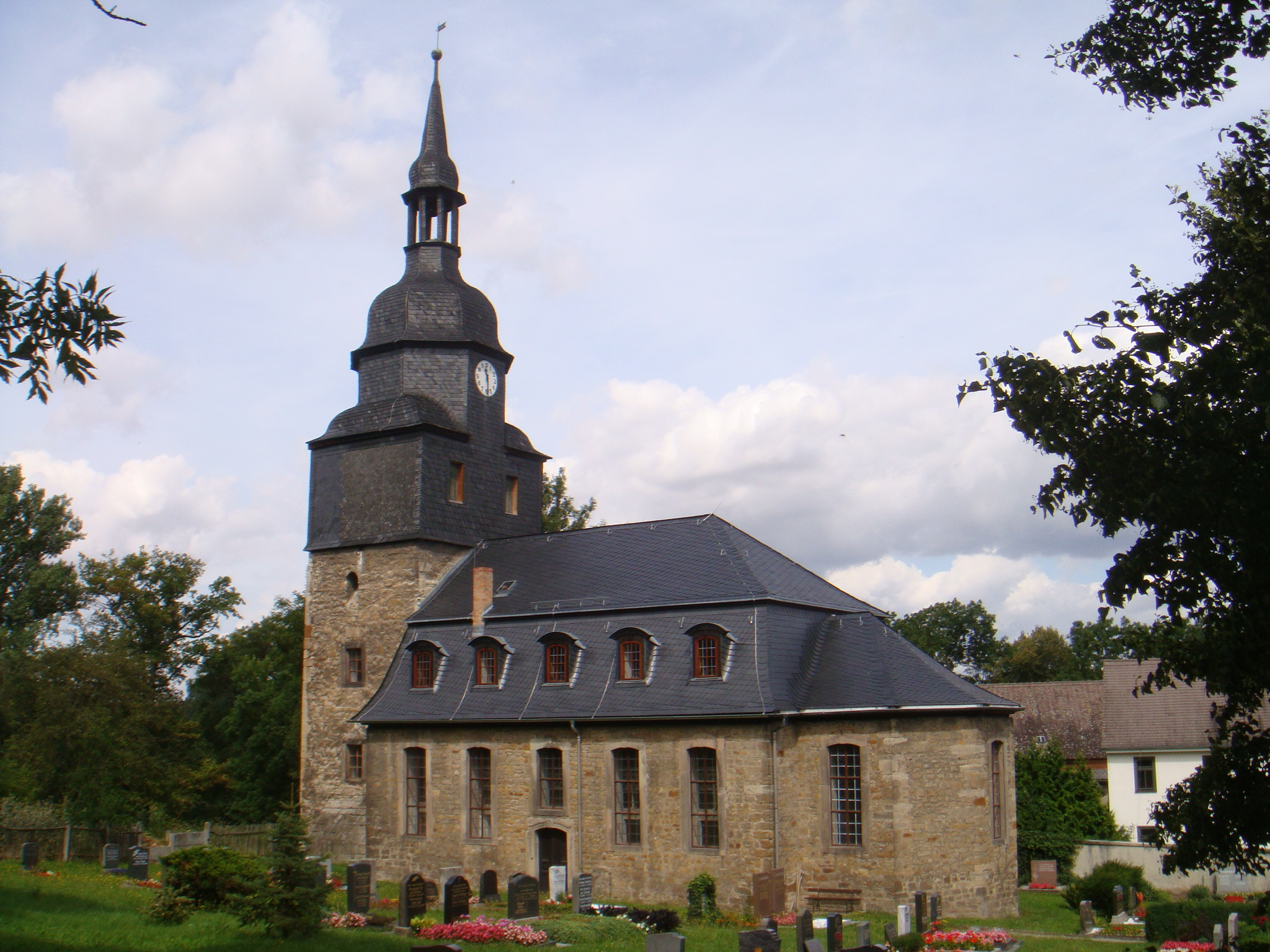
Dorfkirche St. Bonifatius

## Lage
Obertrebra ist ein Dorf der hochwasserbeeinflussten, aber fruchtbaren Ilmaue zwischen Apolda und Bad Sulza. Die Kreisstraße K 107 / Landstraße L1060 führt durch das Dorf.

## Verkehr
Südlich verläuft die Thüringerbahn von Eisenach nach Halle, der nächste Haltepunkt ist Niedertrebra. Die Buslinie 285 der PVG Weimarer Land verbindet Obertrebra mit Apolda bzw. Bad Sulza.

## Geschichte
Zu Beginn des 9. Jahrhunderts wird Treba in einem Verzeichnis der von Erzbischof Lullus († 786) von Mainz für das Kloster Hersfeld von Freien verliehenen Gütern erstmals urkundlich als Dribure erwähnt.
Der Ort gehörte zu dem im 14. Jahrhundert gegründeten ernestinischen Amt Dornburg. Ab 1815 war der Ort Teil des Großherzogtums Sachsen-Weimar-Eisenach, welche ihn dem Amt Roßla und 1850 dem Verwaltungsbezirk Weimar II (Verwaltungsbezirk Apolda) angliederte. Seit 1920 gehörte Obertrebra zum Land Thüringen und wurde mit diesem nach 1945 Teil der Sowjetischen Besatzungszone und der DDR.

### Gedenkstätten
Eine Grabstätte auf dem Kirchhof und eine Gedenktafel an der Außenmauer der Kirche erinnern an einen unbekannten KZ-Häftling aus Buchenwald, der 1945 bei einem Todesmarsch von SS-Männern ermordet wurde.